# Cromileptes altivelis
Mérou de Grace Kelly, Mérou bossu
Pour les articles homonymes, voir Bossu (homonymie).
Genre
Espèce
Statut de conservation UICN

 DD  : Données insuffisantes
Cromileptes altivelis, communément nommé Mérou de Grace Kelly ou Mérou bossu, est une espèce de poissons marins démersale de la famille des Serranidae ou Mérous. Il est l'unique représentant du genre Cromileptes (monotypique).

## Systématique
Des analyses moléculaires récentes basées sur cinq gènes montrent que Cromileptes altivelis est inclus dans le même clade qu’Epinephelus. En conséquence, l'espèce devrait être incluse dans le genre Epinephelus sous le binôme Epinephelus altivelis.

## Description
Cromileptes altivelis est un poisson de taille moyenne pouvant atteindre 70 cm de long et pouvant peser un peu plus de 3 kg.
Son corps à une forme bien particulière qui le distingue des autres poissons. Il est comprimé latéralement et est relativement haut. Cet effet visuel est d'autant plus accentué par son profil concave et son museau allongé lui conférant un aspect bossu.
Les juvéniles sont blancs avec des points noirs sur tout le corps et se tiennent souvent la tête en bas avec des ondulations frénétiques du corps.
Les adultes ont une teinte de fond variant entre des nuances de gris et de beige avec des taches plus sombres et le corps est toujours constellé de petits points noirs.

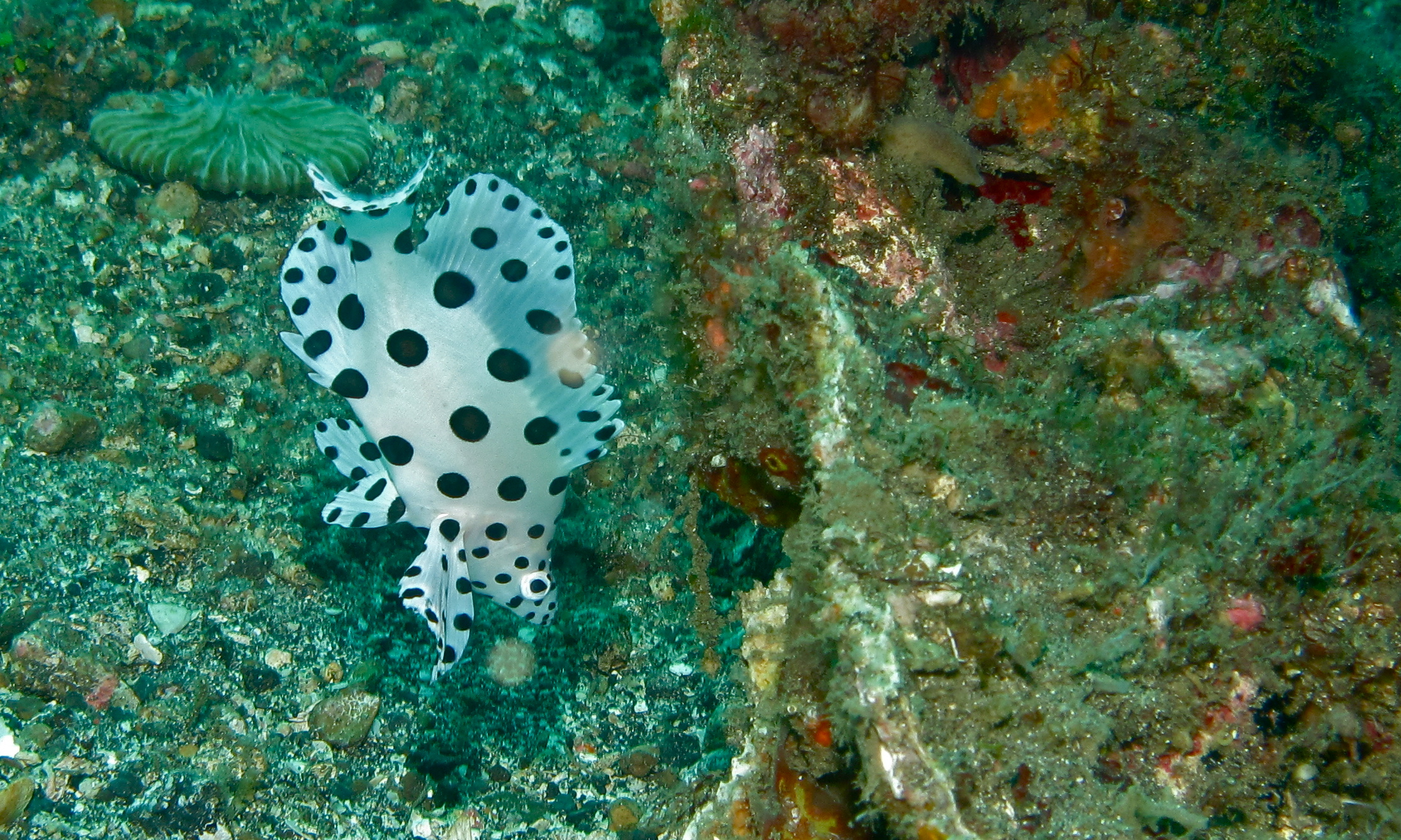
Juvénile, Célèbes, Indonésie
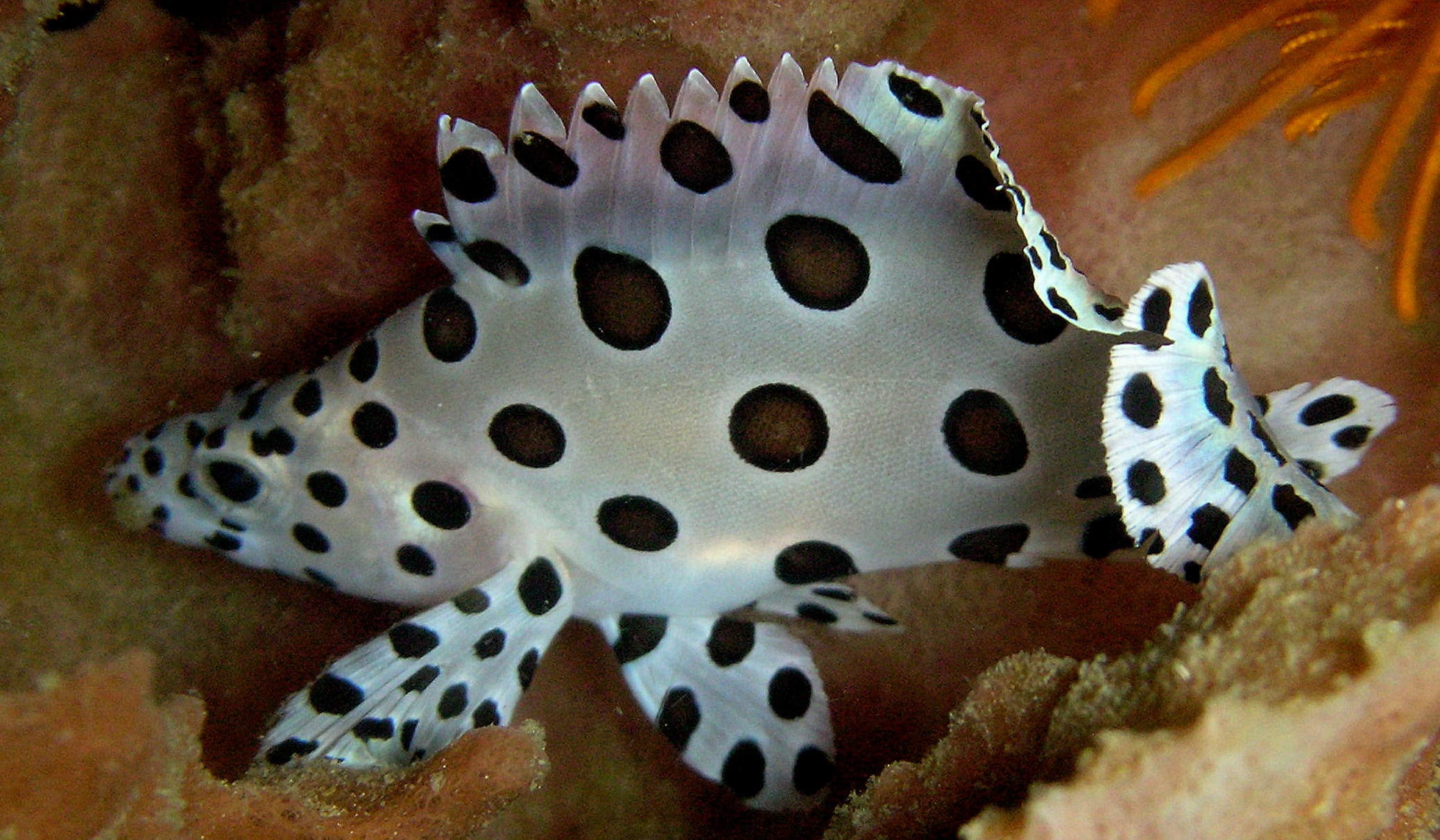
Juvénile
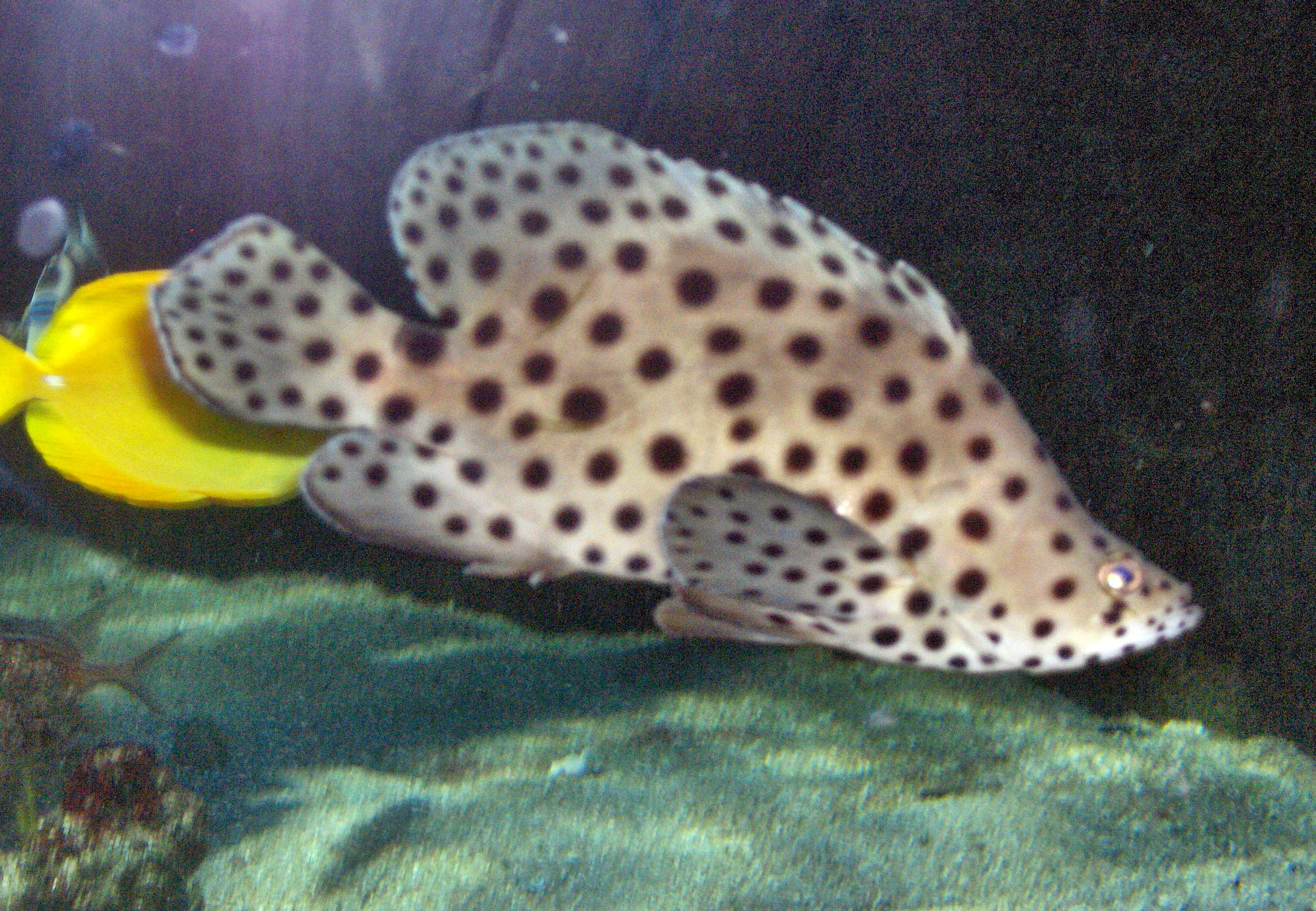
Adulte, Musée océanographique de Monaco
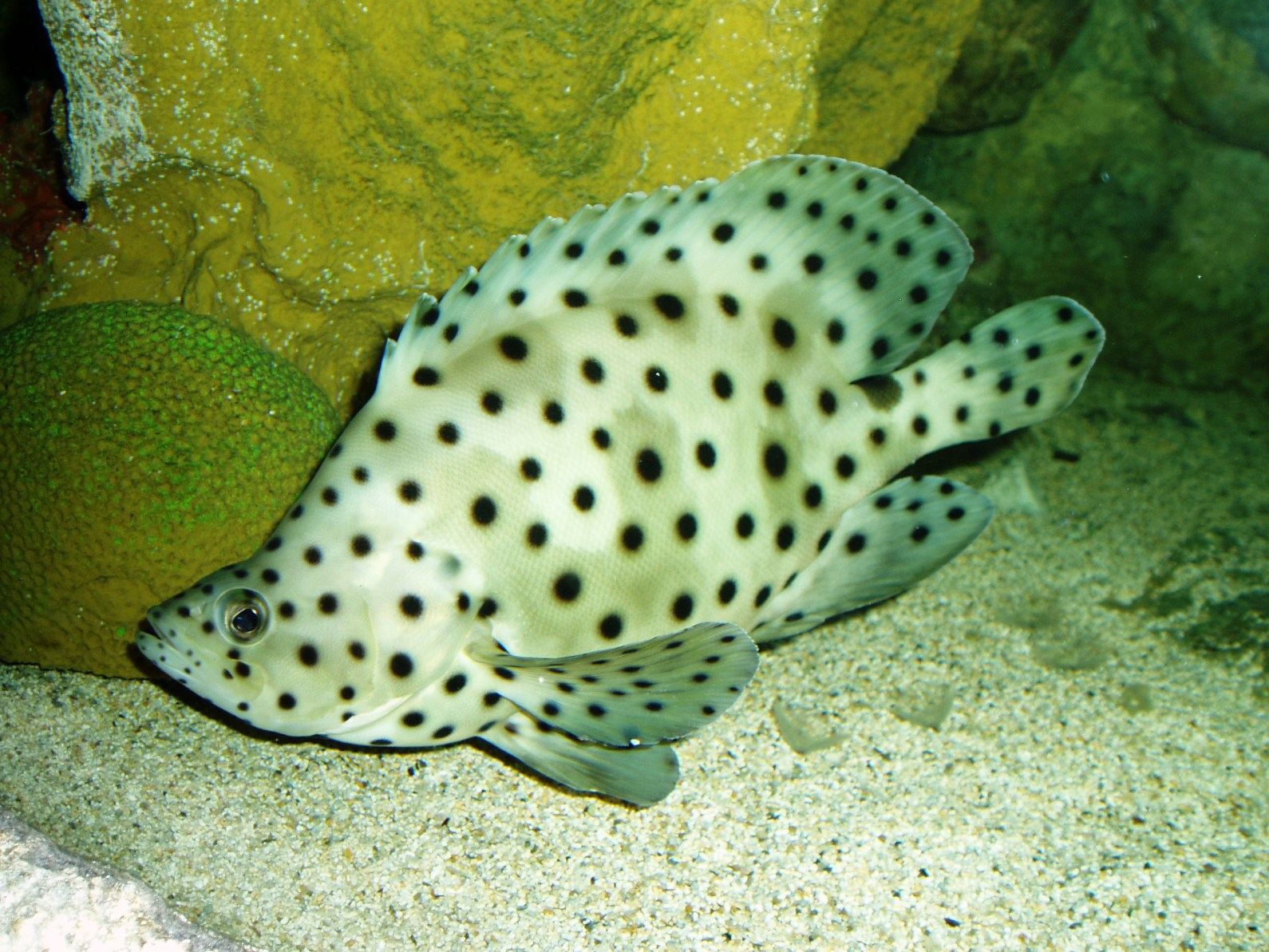
Adulte, Parc zoologique de Skansen, Stockholm, Suède

## Distribution et habitat
Le Mérou de Grace Kelly fréquente les eaux tropicales du centre du bassin Indo-Pacifique.
Ce mérou apprécie plus particulièrement les eaux claires des lagons et des zones côtières récifales bien développés avec une prédilection pour les secteurs au fond envasé et/ou détritique et ce entre 2 et 40 m de profondeur.

## Alimentation
Le régime alimentaire du mérou de Grace Kelly est basé sur la consommation de petits poissons et crustacés.

## Comportement
À l'image des membres de sa famille les Séranidés, le mérou bossu est démersal, solitaire (sauf durant les périodes de reproduction), défend un territoire et chasse à l'affût.
Son activité de nourrissage est maximale au lever et/ou au coucher du soleil.
Cette espèce est hermaphrodite protogyne, c'est-à-dire que l'animal est d'abord femelle à la maturité sexuelle puis devient mâle au cours de son existence selon son âge ou sa taille.

## Protection
Depuis 2007, Cromileptes altivelis était inscrit comme espèce "Vulnérable" sur The IUCN Red List of Threatened Species pour des raisons de surpêche et de dégradation de son habitat. Cette espèce est à la base peu commune, son développement est lent, cependant elle est fort appréciée à l'exportation pour l'aquariophilie quand l'individu est juvénile et pour la restauration asiatique de luxe quand il est adulte.

## Orthographe
On rencontre parfois ce genre sous le nom de Chromileptes (et donc l'espèce sous le nom de Chromileptes altivelis), mais cette graphie est déclarée invalide par ITIS

### GenreCromileptes
- (en) FishBase : liste des espèces du genre Cromileptes  (site miroir)
- (en) Animal Diversity Web : Cromileptes
- (en) NCBI : Cromileptes (taxons inclus)
- (fr + en) ITIS : Chromileptes Swainson, 1839
- (en) FishBase : liste des espèces du genre Chromileptes (site miroir)
- (en) WoRMS : Cromileptes Swainson, 1839 (+ liste espèces)

### EspèceCromileptes altivelis
- (fr + en) ITIS : Cromileptes altivelis (Valenciennes in Cuvier and Valenciennes, 1828) Non valide
- (fr + en) ITIS : Chromileptes altivelis (Valenciennes in Cuvier and Valenciennes, 1828)
- (en + fr) FishBase : espèce Cromileptes altivelis (Valenciennes, 1828)  (+ traduction) (+ noms vernaculaires 1 & 2)
- (en) NCBI : Cromileptes altivelis (taxons inclus)
- (en) Animal Diversity Web : Cromileptes altivelis
- (en) UICN : espèce Cromileptes altivelis (consulté le 29 janvier 2020)